# أحمد جمشيديان
أحمد جمشيديان (بالفارسية: احمد جمشیدیان) هو لاعب كرة قدم إيراني. حضر احمد جمشيديان خلال مسيرته الرياضية في عدة فرق ومنها فريق استقلال لكرة القدم الإيراني.